# 斯泰寧
斯泰寧（Steyning）是英格蘭西薩塞克斯的一個城鎮。2001年人口普查時，斯泰寧有人口5,812人。